# Pro12 2015/16
Die Saison 2015/16 der Pro12 (aus Sponsoringgründen auch Guinness Pro 12 genannt) begann am 4. September 2015. Die reguläre Saison umfasste 22 Spieltage (je eine Vor- und Rückrunde) und dauerte bis zum 28. Mai 2016. Die besten vier Mannschaften spielten in zwei Halbfinals um die Finalteilnahme. Beteiligt waren je vier Teams aus Irland und Wales sowie je zwei Teams aus Italien und Schottland. Titelverteidiger war das schottische Team Glasgow Warriors.

## Abschlusstabelle
M = Letztjähriger Meister
|     | Team                   | Spiele | Siege | Unent. | Ndlg. | Spiel- punkte | Diff. | Bonus- punkte | Tabellen- punkte |
| --- | ---------------------- | ------ | ----- | ------ | ----- | ------------- | ----- | ------------- | ---------------- |
| 01. | Leinster Rugby         | 22     | 16    | 0      | 6     | 458:290       | + 168 | 9             | 73               |
| 02. | Connacht Rugby         | 22     | 15    | 0      | 7     | 507:406       | + 101 | 13            | 73               |
| 03. | Glasgow Warriors (M)   | 22     | 14    | 1      | 7     | 557:380       | + 177 | 14            | 72               |
| 04. | Ulster Rugby           | 22     | 14    | 0      | 8     | 488:307       | + 181 | 13            | 69               |
| 05. | Scarlets               | 22     | 14    | 0      | 8     | 477:458       | + 19  | 7             | 63               |
| 06. | Munster Rugby          | 22     | 13    | 0      | 9     | 459:414       | + 42  | 11            | 63               |
| 07. | Cardiff Blues          | 22     | 11    | 0      | 11    | 542:461       | + 81  | 12            | 56               |
| 08. | Ospreys                | 22     | 11    | 1      | 10    | 490:455       | + 35  | 9             | 55               |
| 09. | Edinburgh Rugby        | 22     | 11    | 0      | 11    | 405:366       | + 39  | 10            | 54               |
| 10. | Newport Gwent Dragons  | 22     | 4     | 0      | 18    | 353:492       | − 139 | 10            | 26               |
| 11. | Zebre                  | 22     | 5     | 0      | 17    | 308:718       | − 410 | 4             | 24               |
| 12. | Benetton Rugby Treviso | 22     | 3     | 0      | 19    | 320:614       | − 294 | 8             | 20               |

Die Punkte werden wie folgt verteilt:
- 4 Punkte bei einem Sieg
- 2 Punkte bei einem Unentschieden
- 0 Punkte bei einer Niederlage (vor möglichen Bonuspunkten)
- 1 Bonuspunkt für vier oder mehr Versuche, unabhängig vom Endstand
- 1 Bonuspunkt bei einer Niederlage mit sieben oder weniger Punkten Unterschied

## Playoffs

### Halbfinale
| 20. Mai 2016 19:45 WESZ | Leinster Rugby | 30 : 18         | Ulster Rugby                                                                                                  | RDS Arena, Dublin Zuschauer: 19.100 Schiedsrichter: Ian Davies (Wales) |
| 20. Mai 2016 19:45 WESZ | Versuche: Nacewa 4. erh. Heaslip 47. erh. Cronin 64. erh. Erhöhungen: Sexton (3/3) Straftritte: Sexton (3/3) 10., 15., 56. | (13:11) Bericht | Versuche: Gilroy 38. n.erh., 69. erh. Erhöhungen: Pad. Jackson (1/2) Straftritte: Pad. Jackson (2/2) 26., 31. | RDS Arena, Dublin Zuschauer: 19.100 Schiedsrichter: Ian Davies (Wales) |

| 21. Mai 2016 18:30 WESZ | Connacht Rugby                                                                                    | 16 : 11        | Glasgow Warriors                                               | Galway Sportsgrounds, Galway Zuschauer: 7.800 Schiedsrichter: Marius Mitrea (Italien) |
| 21. Mai 2016 18:30 WESZ | Versuche: Adeolokun 36. erh. Erhöhungen: MacGinty (1/1) Straftritte: MacGinty (3/3) 24., 52., 64. | (10:3) Bericht | Versuche: Nakarawa 48. n.erh. Straftritte: Weir (2/2) 26., 56. | Galway Sportsgrounds, Galway Zuschauer: 7.800 Schiedsrichter: Marius Mitrea (Italien) |

### Finale
| 28. Mai 2016 17:30 WESZ | Leinster Rugby                                                                   | 10 : 20          | Connacht Rugby | Murrayfield Stadium, Edinburgh Zuschauer: 34.550 Schiedsrichter: Nigel Owens (Wales) |
| 28. Mai 2016 17:30 WESZ | Versuche: Cronin 66. erh. Erhöhungen: Sexton (1/1) Straftritte: Sexton (1/1) 43. | (0 : 15) Bericht | Versuche: O’Halloran 12. erh. Adeolokun 21. n.erh. Healy 56. n.erh. Erhöhungen: MacGinty (1/3) Straftritte: MacGinty (1/2) 27. | Murrayfield Stadium, Edinburgh Zuschauer: 34.550 Schiedsrichter: Nigel Owens (Wales) |

## Statistik
Meiste erzielte Versuche
|    | Name              | Versuche | Team                  |
| -- | ----------------- | -------- | --------------------- |
| 1. | Craig Gilroy      | 10       | Ulster Rugby          |
| 1. | Matt Healy        | 10       | Connacht Rugby        |
| 3. | Isa Nacewa        | 9        | Leinster Rugby        |
| 4. | Damien Hoyland    | 8        | Edinburgh Rugby       |
| 5. | Hallam Amos       | 7        | Newport Gwent Dragons |
| 5. | DTH van der Merwe | 7        | Scarlets              |

Meiste erzielte Punkte
|    | Name           | Punkte | Versuche | Erhöhungen | Penalties | Dropkicks | Team                   |
| -- | -------------- | ------ | -------- | ---------- | --------- | --------- | ---------------------- |
| 1. | Rhys Patchell  | 174    | 6        | 24         | 32        | 0         | Cardiff Blues          |
| 2. | Jayden Hayward | 155    | 4        | 21         | 31        | 0         | Benetton Rugby Treviso |
| 3. | Sam Davies     | 152    | 2        | 17         | 36        | 0         | Ospreys                |
| 4. | Paddy Jackson  | 144    | 2        | 27         | 23        | 2         | Ulster Rugby           |
| 5. | Ian Keatley    | 124    | 1        | 22         | 22        | 3         | Munster Rugby          |